# Icacinaceae
Icacinaceae, porodica dvosupnica. Ime dobila po rodu Icacina po kojem je imenovan i red Icacinales. Pripada joj preko 200 vrsta grmova, drveća i lijana u tropskim predjelima Amerike, Afrike, Malezije i Pacifika.

## Rodovi
1. Alsodeiopsis Oliv.
2. Casimirella Hassl.
3. Cassinopsis Sond.
4. Desmostachys Planch. ex Miers
5. Hosiea Hemsl. & E.H.Wilson
6. Icacina A.Juss.
7. Iodes Blume
8. Lavigeria Pierre
9. Leretia Vell.
10. Mappia Jacq.
11. Mappianthus Hand.-Mazz.
12. Merrilliodendron Kaneh.
13. Miquelia Meisn.
14. Natsiatopsis Kurz
15. Natsiatum Buch.-Ham. ex Arn.
16. Phytocrene Wall.
17. Pittosporopsis Craib
18. Pleurisanthes Baill.
19. Pyrenacantha Wight
20. Ryticaryum Becc.
21. Sarcostigma Wight & Arn.
22. Stachyanthus Engl.